# ميس غربي

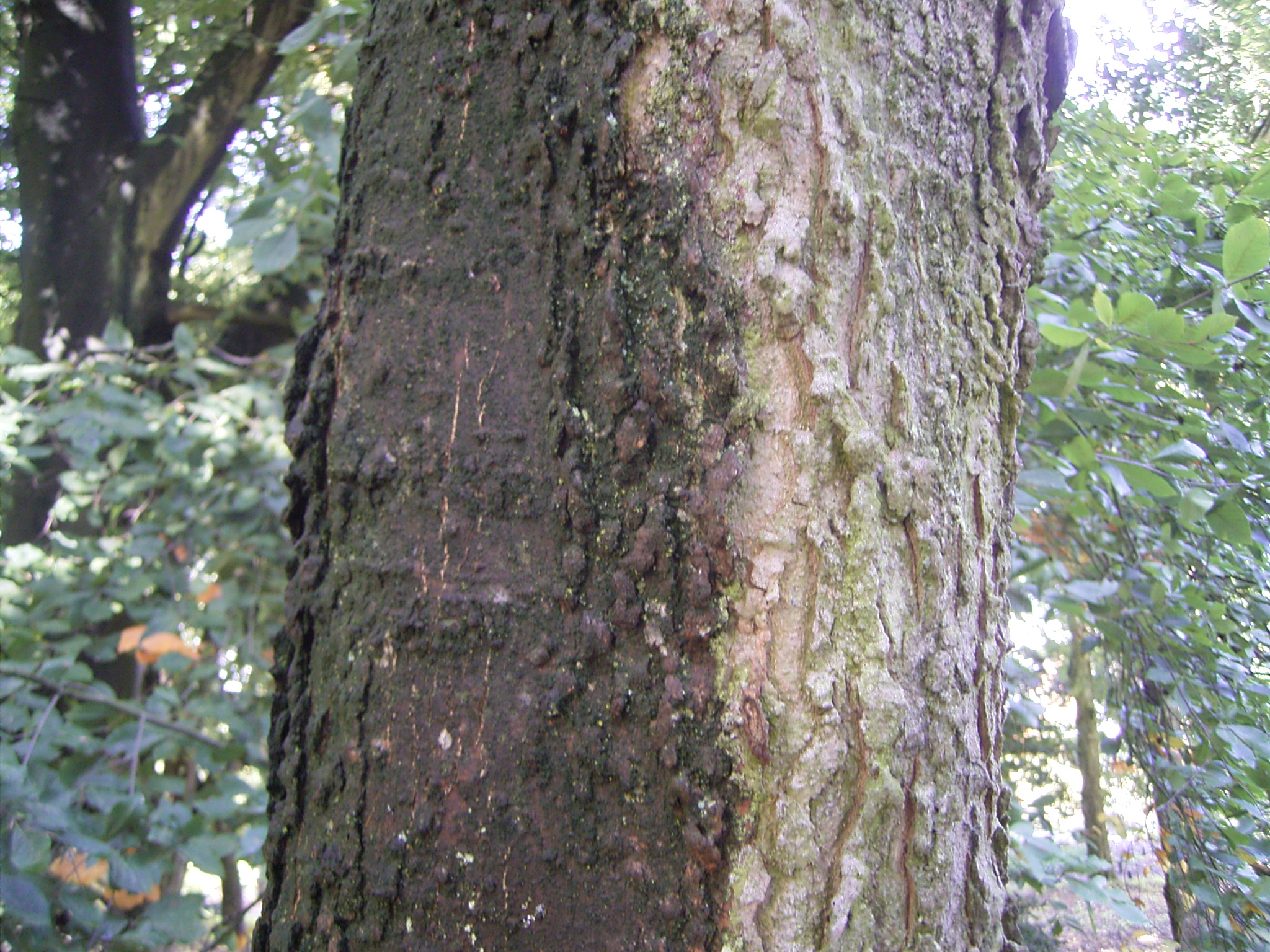
Bark

ميس غربي أو سلتس أمريكا (الاسم العلمي:Celtis occidentalis) هو نوع من النباتات يتبع جنس الميس من الفصيلة القنبية.

## معرض صور

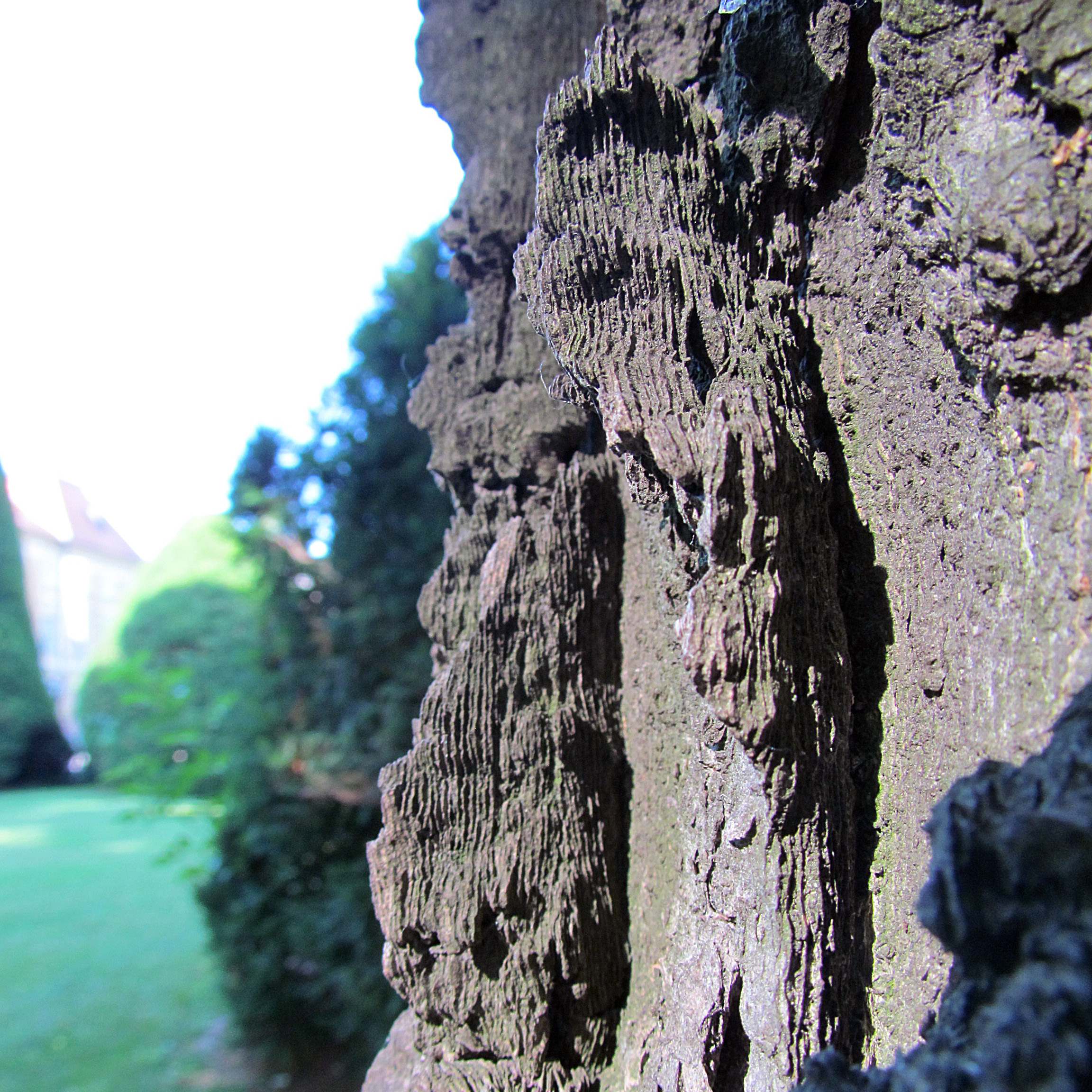
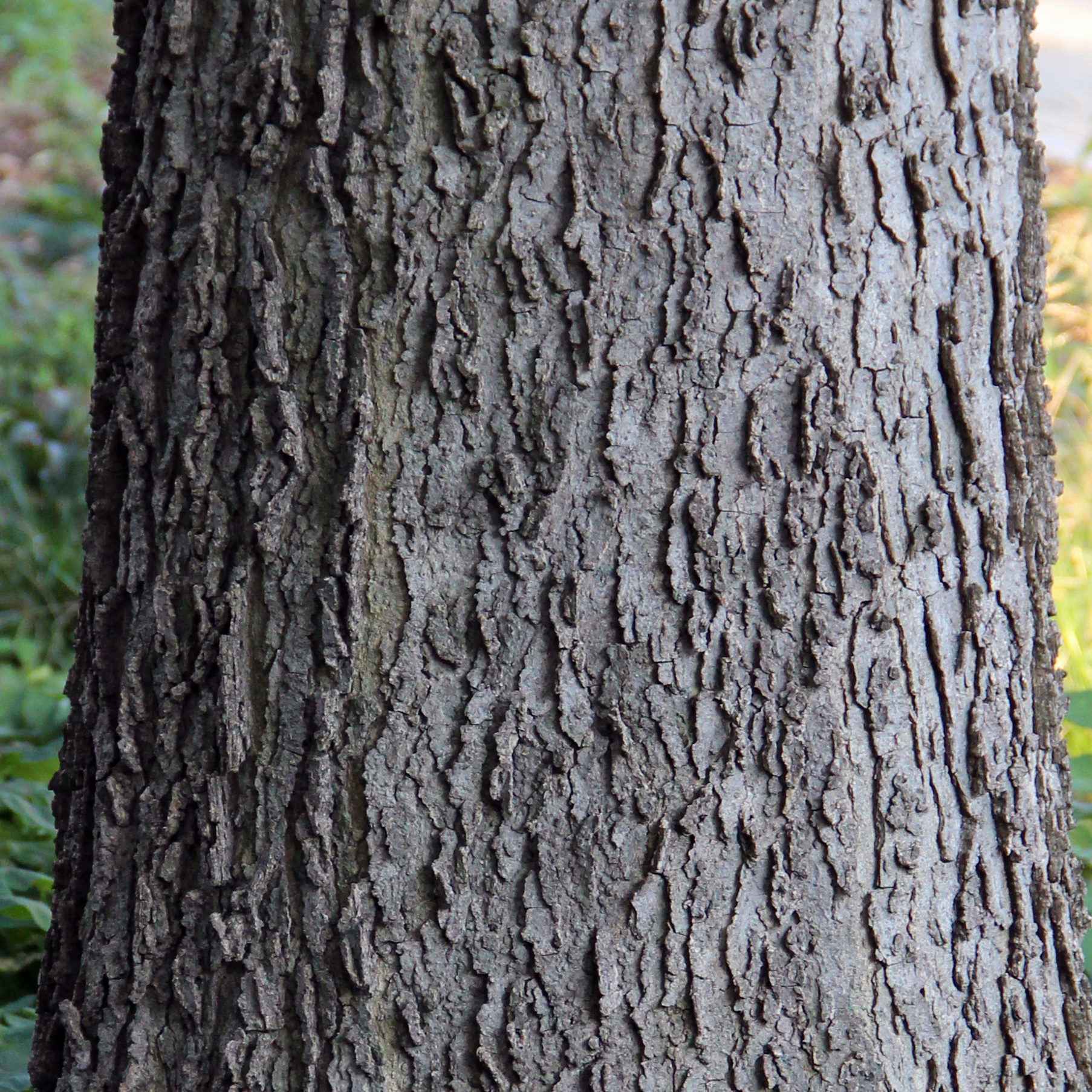
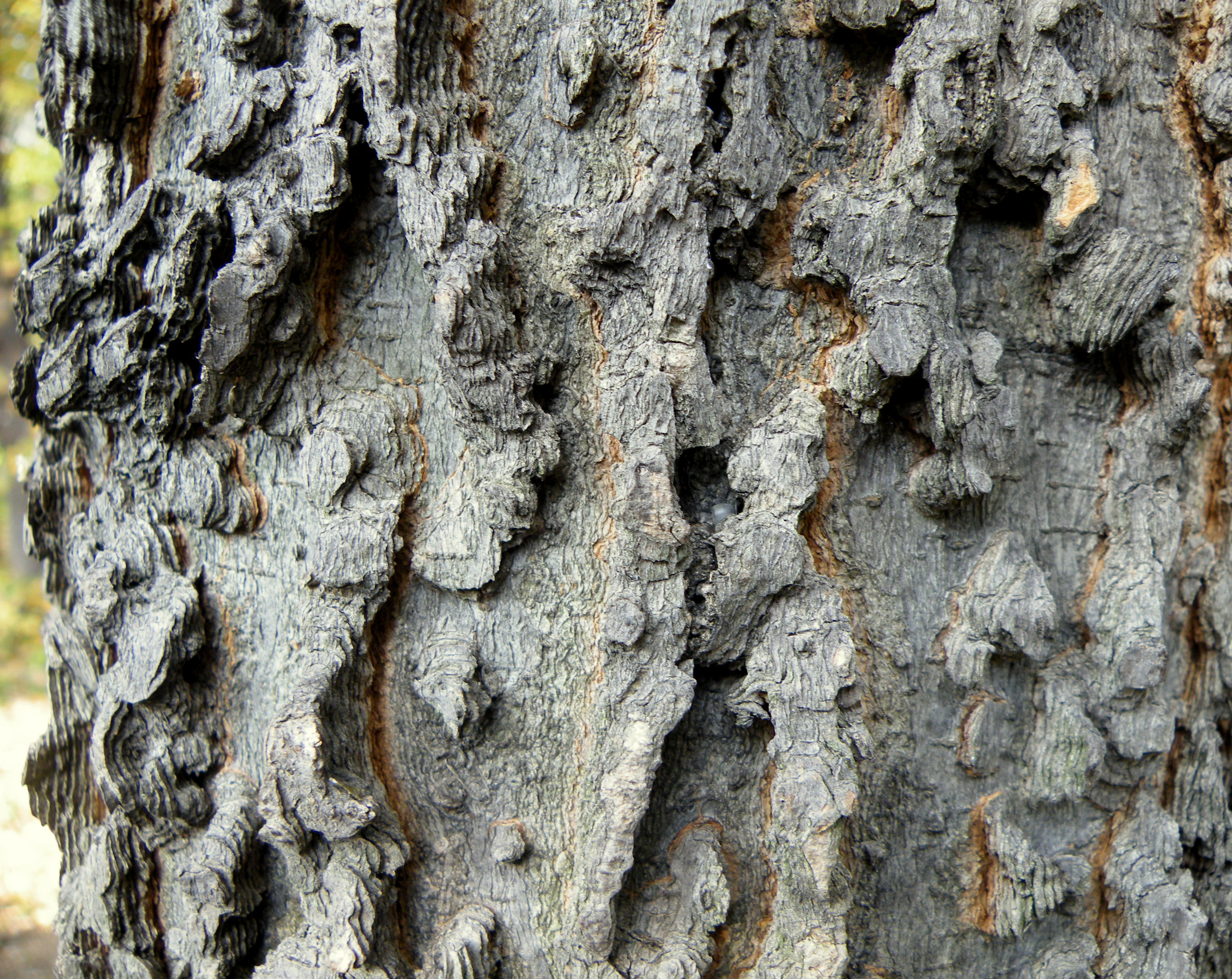